# Prostaciklin
Prostaciklin ali prostaglandin I2 je prostaglandin, ki nastaja v žilnih endotelijskih celicah. Je močen zaviralec agregacije trombocitov in vazodilatator. Kot drugi prostaglandini spada med lipide, imenovane eikozanoidi.
Kot zdravilna učinkovina je znana pod imenom epoprostenol. Izraza se včasih uporabljata sopomensko.

## Proizvodnja
Prostaciklin se tvori v celicah žilnega endotelija in sicer nastane iz prostaglandin H2 s pomočjo encima prostaciklin-sintaze.
Čeprav prostaciklin prištevamo v samostojno skupino eikozanoidnih molekul, je njegovo ime po nomenklaturi eikozanoidov PGI2. Tako kot prostaglandini in tromboksan spada po zgradbi med prostanoide. 
Tudi prostaglandin H3 se pretvarja s prostaciklinsko sintazo, pri tem pa nastane druga oblika prostaciklina, PGI3. Izraz prostaciklin se običajno nanaša na PGI2. Le-ta nastane iz PGI2 iz ω-6 arahidonske kisline. PGI3 nastane iz ω-3 EPA.

## Vloga
Prostaciklin (PGI2) preprečuje tvorbo belega strdka v primarni hemostazi (stopnja v procesu tvorbe krvnega strdka), saj zavira aktivacijo krvnih ploščic.  Je tudi učinkovit vazodilatator. Ima antagonistične učinke tromboksanu.

## Razgradnja
Prostaciklin ima razpolovno dobo 42 sekund. Presnovi se v 6-keto-PGF1, ki je veliko šibkejši vazodilatator.

## Farmakologija
Sintetični analogi prostaciklina (iloprost, cisaprost) so uporabljajo intravensko, subkutano ali z vdihavanjem:
- kot vazodilatator pri hudi obliki Raynaudovega fenomena in ishemiji udov,
- pri pljučni hipertenziji,
- pri primarni pljučni hipertenziji.